# Kandangpanjang
Kandangpanjang is een bestuurslaag in het regentschap Pekalongan van de provincie Midden-Java, Indonesië. Kandangpanjang telt 11.953 inwoners (volkstelling 2010).